# Galendromimus
Galendromimus es un género de ácaros perteneciente a la familia Phytoseiidae.

## Especies
El género contiene las siguientes especies:
- Galendromimus alveolaris (De Leon, 1957)
- Galendromimus borinquensis (De Leon, 1965)
- Galendromimus multipoculi Zacarias, Moraes & McMurtry, 2002
- Galendromimus paulista Zacarias & Moraes, 2001
- Galendromimus sanctus De Leon, 1967
- Galendromimus tunapunensis De Leon, 1967